# Slănic Moldova
Slănic-Moldova, tidligere Băile Slănic, er en by og en spa resort i distriktet Bacău i Rumænien. Byen administrerer to landsbyer: Cerdac og Cireșoaia.
Byen har 4.011 (2021) indbyggere.

## Galleri
- Park byen centrum
- Kasino